# Cheiracanthium sakoemicum
Cheiracanthium sakoemicum is een spinnensoort uit de familie Cheiracanthiidae.
De wetenschappelijke naam van de soort werd in 1938 gepubliceerd door Carl Friedrich Roewer.